# Наркотик для зґвалтування
Наркотик зґвалтування або наркотик для зґвалтування на побаченні (англ. Date rape drug) — будь-яка біологічно активна речовина (наркотик), яка робить людину недієздатною (нездатною приймати усвідомлені рішення чи давати згоду) та вразливою для сексуального насильства, включаючи зґвалтування, що її людина приймає без свого відома чи доброї волі.
Ці речовини також називають «препаратами хижаків». Їх використовують в різних середовищах (бари, рейв-вечірки, студентські вечірки, нічні клуби). Масштаби явища важко оцінити, оскільки постраждалі рідко заявляють через амнезію та звинувачення жертв, а також через те, що постраждалим рідко або запізно проводять тести для їх виявлення. 
Намагаючись запобігти злочину, вразливі категорії громадян використовують герметичні пляшки.
У 2021 році в соціальних мережах з'являється хештег #BalanceTonBar, запущений у Бельгії компанією Maite Meeûs.

## Речовини
На сьогодні найчастіше використовуваними речовинами, що змінюють свідомість, в якості наркотиків для зґвалтування на побаченнях є алкоголь, інші речовини класів депресантів, седативних і снодійних засобів, включаючи флунітразепам (відоміший під торговою назвою рогіпнол), золпідем та інші. ГОМК випускається у вигляді безбарвної рідини без запаху, яку важко виявити на смак і для якої потрібна відносно низька доза. 
Продукти, які використовуються для цих цілей, мають певні спільні риси:
- вони розчиняються в рідинах, не мають запаху, кольору та смаку;
- їх ціна зазвичай нижча, ніж в інших препаратів;
- мають психотропну дію: спочатку розгальмовують психіку, а потім викликають перехід в пасивний, покірний стан. Заключним є стан сплутаності свідомості та (іноді) амнезії. Останнім спогадом постраждалих зазвичай є вживання алкоголю.

## Частота злочинів
Вичерпних даних про частоту сексуального насильства з використанням таємного введення наркотиків не існує. Це пояснюють недостатньою частотою повідомлень про насильство і тим, що постраждалих від таких зґвалтувань часто або не тестують на наявність цих речовин, або тестують на неправильні речовини, або тестують після того, як наркотик метаболізувався та вийшов з організму.
Дослідження 1999 року 1179 зразків сечі постраждалих від сексуального насильства, імовірно вчиненого за допомогою наркотиків, проведене в 49 американських штатах, показало, що шість (0,5%) зразків були позитивними на рогіпнол, 97 (8%) — на інші бензодіазепіни. (4,1%) — на ГОМК, 451 (38%) — на алкоголь і 468 (40%) — негативними на будь-який з шуканих наркотиків. У 2002 році аналогічне дослідження 2003 зразків сечі постраждалих від ймовірних сексуальних нападів із застосуванням наркотиків виявило менше 2% позитивного результату на рогіпнол або ГОМК. Зразки, використані у цих дослідженнях, були перевірені протягом 48—72 годин.
У ході трирічного дослідження, проведеного у Великій Британії, у сечі 2 % постраждалих від сексуального насильства із застосуванням наркотиків, були виявлені седативні або дезінгібуючі препарати, які, за словами постраждалих, вони добровільно не приймали. У 65% із 1014 випадків тестування не могло бути проведене в терміни, що дозволяють виявити ГОМК.
Австралійське дослідження 2009 року показало, що з 97 випадків госпіталізації пацієнток, які вважали, що в їхні напої могли підмішати наркотики, заборонені речовини були виявлені в 28% зразків, а 9 випадків були визначені як «ймовірні випадки підмішування в напої». .